# Herb Francuskich Terytoriów Południowych i Antarktycznych
Herb został nadany Francuskim Terytoriom Południowym i Antarktycznym 4 września 1958 r.
Herb opracowała w latach 1950. heraldyczka Suzanne Gauthier według instrukcji byłego administratora Terytoriów, Xaviera Richerta.
Na tarczy czwórdzielnej w krzyż, w poszczególnych polach przedstawione są symbole dystryktów, wchodzących w skład Terytorium. W polu I błękitnym srebrna Pringlea antiscorbutica (tzw. kapusta kergueleńska), symbolizująca Wyspy Kerguelena. W polu II złotym czarna langusta, symbolizująca wyspy Św. Pawła i Amsterdam. W polu III złotym czarna głowa pingwina królewskiego (Aptenodytes patagonica), symbolizująca Wyspy Crozeta. W polu IV błękitnym, srebrna góra lodowa symbolizuje Ziemię Adeli.
Tarcza jest zwieńczona złotą tęczą z napisem TERRES AUSTRALES ET ANTARCTIQUES FRANÇAISES (Francuskie Terytoria Południowe i Antarktyczne), trzema złotymi gwiazdami symbolizującymi trzy części terytorium i dwiema kotwicami w tle. Trzymaczami są dwie srebrne mirungi południowe (tzw. słonie morskie, Mirounga leonina).